# Углегорський міський округ
Углегорський район (рос. Углегорский район) — адміністративно-територіальна одиниця (район) та муніципальне утворення (муніципальний район) у складі Сахалінської області Російської Федерації.
Адміністративний центр — місто Углегорськ.

## Географія
Знаходиться на південної части острова Сахалін.
Углегорський район прирівняний до районів Крайньої Півночі.

## Історія
Район утворений 15 червня 1946 року. З 1905 по 3 вересня 1945 року входив до складу губернаторства Карафуто Японії.

## Населення
1. Н/Д[2]